# رناته دررستین
رِناتِه دُررِستَین (به هلندی: Renate Dorrestein) (متولّد ۲۵ ژانویه ۱۹۵۴ در آمستردام - درگذشته ۴ مهٔ ۲۰۱۸) نویسنده، خبرنگار و فمینیست هلندی بود.